# Mascarilla

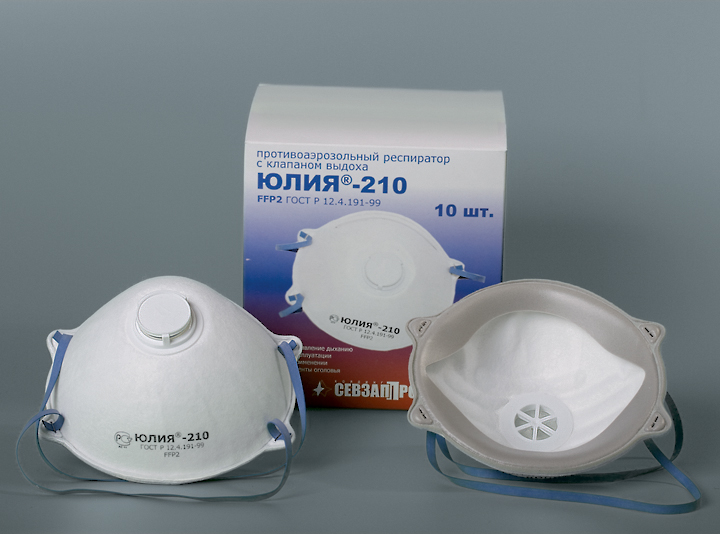
Mascarilla FFP2, uno de los tipos de mascarilla protectora autofiltrante.

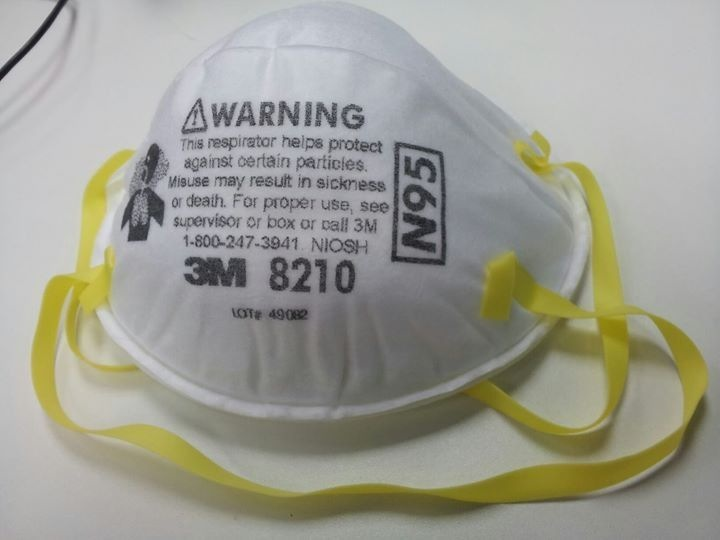
Una mascarilla facial de filtrado N95.

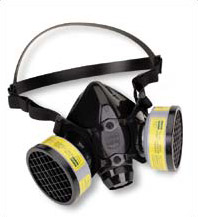
Una mascarilla de purificación del aire elastomérica de media cara. Esta clase de mascarilla es reutilizable, si los filtros se reemplazan periódicamente.

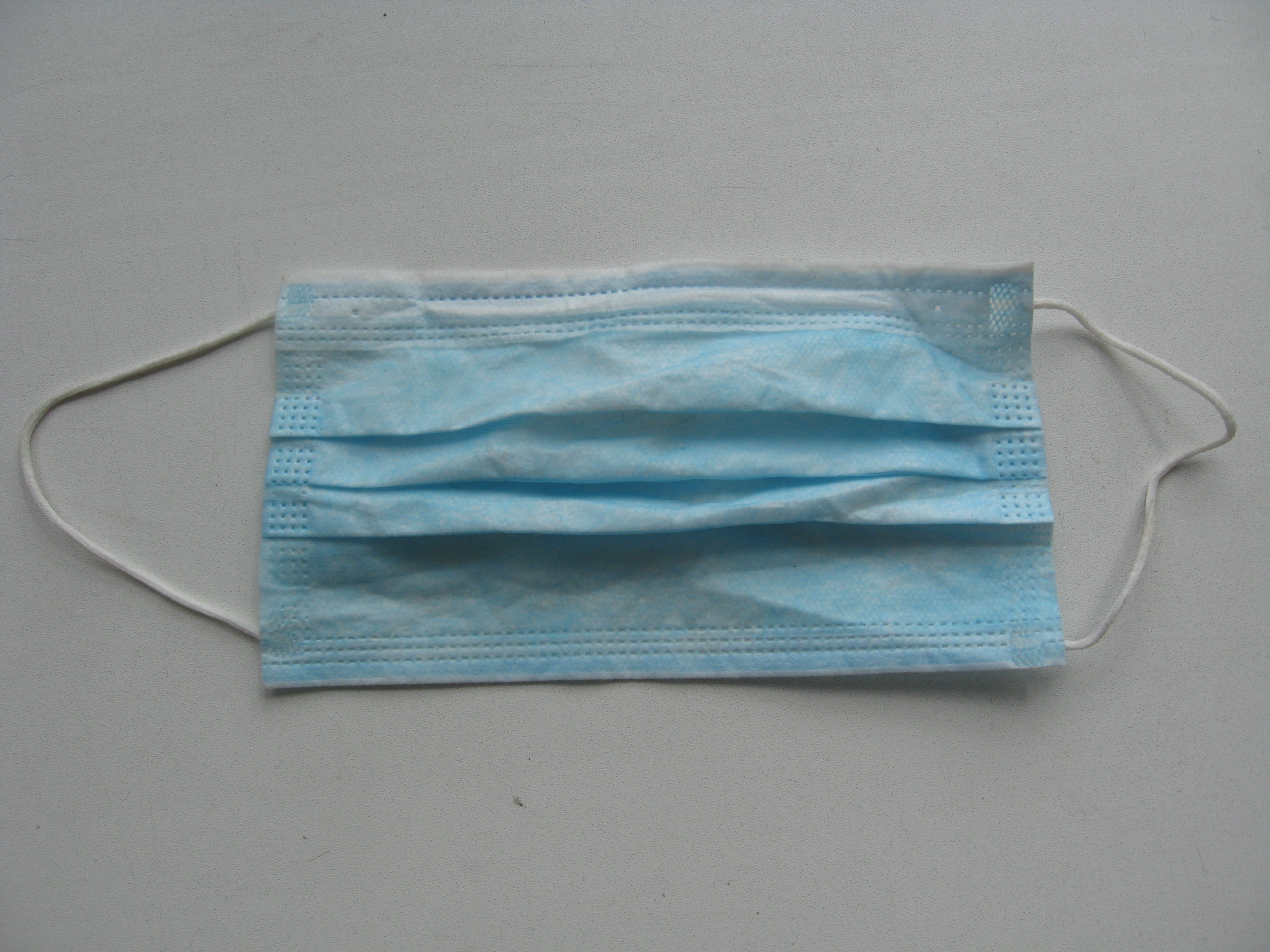
Mascarilla quirúrgica simple o barbijo.

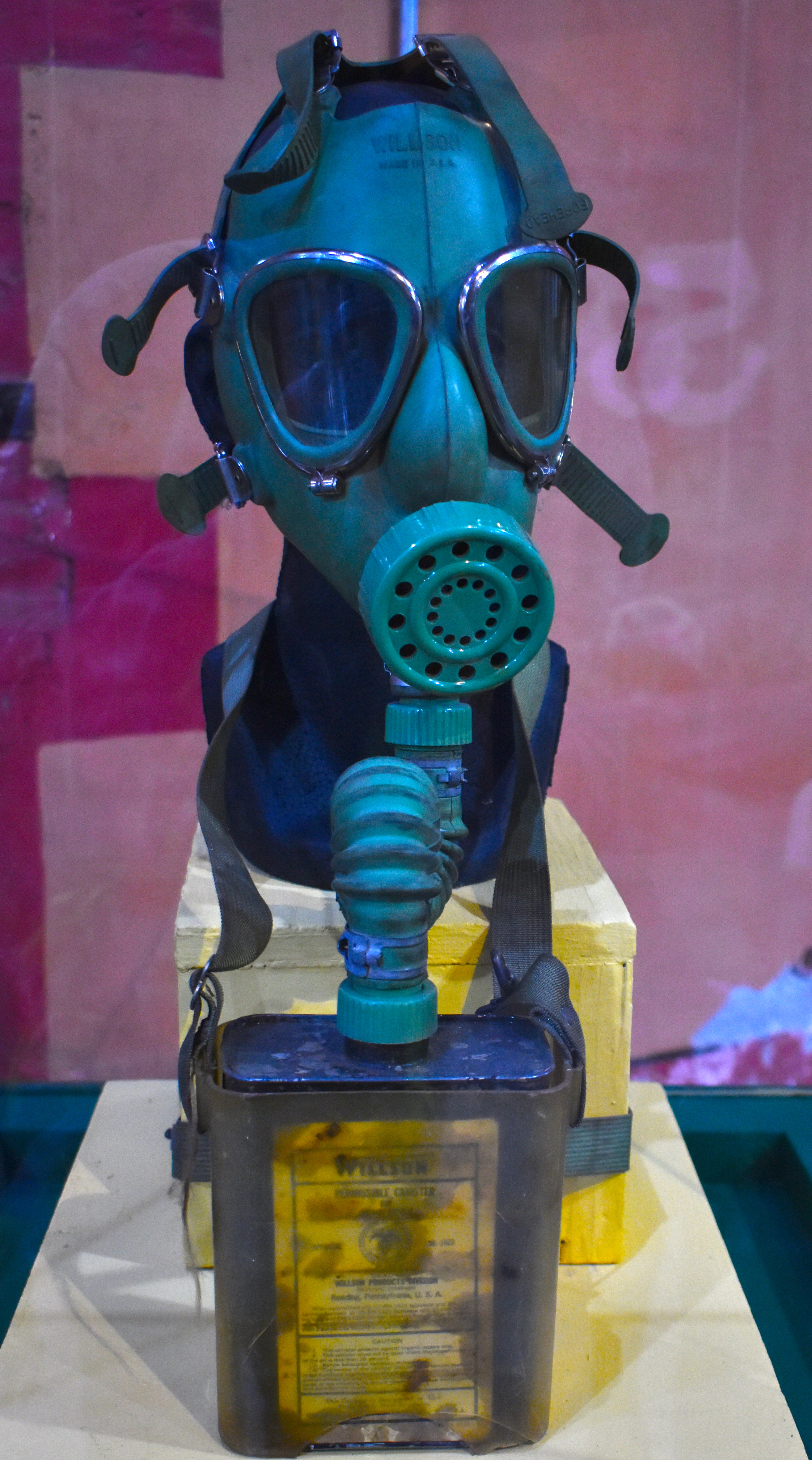
Mascarilla Anti Humo antigua, usada en la época del tren a vapor, colección del museo complejo Tres Centurias, Aguascalientes, Aguascalientes, México.

Una mascarilla (a veces denominada respirador que no debe confundirse con el respirador artificial) es un dispositivo diseñado para proteger, al portador, de la inhalación de sustancias peligrosas, incluyendo humos, vapores, gases y partículas en suspensión como polvos y microorganismos, bacterias y hongos aerotransportados así como para proteger a los demás cuando el portador puede contagiar alguna enfermedad.

## Tipos según el origen del aire
Hay dos categorías principales en las mascarillas:
- Mascarilla purificadora de aire, en que el aire respirable se obtiene mediante la filtración de una atmósfera exterior contaminada (tales como polvo, virus, bacterias, elementos químicos) o para evitar que quien porta la máscara contamine la atmósfera exterior y pueda contagiar. Existe una gama que va desde las máscaras faciales de cara o media cara relativamente económicas de un solo uso, desechables, a veces denominadas como mascarillas antipolvos (o mascarilla FFP1), a mascarillas protectoras de mayor seguridad frente a elementos químicos y biológicos (mascarilla FFP2, mascarilla FFP3 y mascarilla N95) hasta los más robustos modelos reutilizables de mascarillas con cartuchos reemplazables, a menudo llamadas máscaras antigás.
- Mascarilla con suministro de aire, en que se proporciona un suministro mediante conducción desde bombonas con oxígeno o aire respirable desde una ubicación que garantice su calidad (respirador artificial de unidades de cuidados intensivos, laboratorios biológicos, submarinismo, bomberos, etc.).

Las mascarillas tienen una pieza facial que se ajusta y sujeta a la cabeza mediante correas, arnés de tela, o algún otro método.

## Tipos según su uso y nivel de protección

### Mascarilla quirúrgica
La mascarilla quirúrgica o barbijo es un tipo de máscara autofiltrante utilizada por personal médico y sanitario para contener bacterias provenientes de la nariz y la boca. Las máscaras quirúrgicas también las utilizan civiles en espacios públicos ante brotes o epidemias de enfermedades transmitidas por vía respiratoria, o bien cuando el aire de un determinado lugar está contaminado.

### Tipos de mascarillas según normas europeas - FFP
La norma europea EN 149 define los de "piezas faciales filtrantes" (filtering face pieces, FFP) en 3 modelos o tipos según su capacidad de filtrado y por tanto de protección:
| Clase | Límite de penetración del filtro (a 95 L/min. de flujo de aire)     | Flujo hacia dentro | Uso |
| ----- | ------------------------------------------------------------------- | ------------------ | --- |
| FFP1  | Filtra al menos el 78 % de las partículas transportadas por el aire | <22 %              | "Antipolvo" |
| FFP2  | Filtra al menos el 92 % de las partículas en el aire                | <8 %               | "Contra los virus influenza, Influenzavirus B, gripe aviaria, SRAS, coronavirus, COVID-19, yersinia pestis, tuberculosis así como los usos indicados en FFP1" |
| FFP3  | Filtra al menos el 98 % de las partículas en el aire                | <2 %               | "Contra partículas muy finas de, por ejemplo, asbesto y cerámica; procedimientos médicos que generen aerosoles (intubación endotraqueal, broncoscopia, lavado bronco-alveolar, ventilación manual previa a la intubación, ventilación no invasiva, traqueotomía) y usos señalados de mascarillas FFP2 y FFP1" |

### Tipos de mascarillas según normas estadounidenses - N
En Estados Unidos el Instituto Nacional para la Seguridad y Salud Ocupacional definió en 2011 los siguientes tipos de filtros de partículas:
| Resistencia al aceite      | Clasificación | Descripción                                                         |
| -------------------------- | ------------- | ------------------------------------------------------------------- |
| No es resistente al aceite | N95           | Filtra al menos el 95 % de las partículas transportadas por el aire |
| No es resistente al aceite | N99           | Filtra al menos el 99 % de las partículas en el aire                |
| No es resistente al aceite | N100          | Filtra al menos el 99.97 % de las partículas en el aire             |
| Resistente al aceite       | R95           | Filtra al menos el 95 % de las partículas en el aire                |
| Resistente al aceite       | R99           | Filtra al menos el 99 % de las partículas en el aire                |
| Resistente al aceite       | R100          | Filtra al menos el 99.97 % de las partículas en el aire             |
| A prueba de aceite         | P95           | Filtra al menos el 95 % de las partículas en el aire                |
| A prueba de aceite         | P99           | Filtra al menos el 99 % de las partículas en el aire                |
| A prueba de aceite         | P100          | Filtra al menos el 99.97 % de las partículas en el aire             |

### Uso de mascarillas durante la pandemia de Gripe española
Durante la pandemia de gripe que comenzó en 1917 y finalizó en 1920, se recomendó por primera vez en la historia el uso de mascarilla para evitar propagar el virus y evitar resultar contagiado. Las medidas se adoptaron en casi todo el mundo, especialmente en Asia, donde su uso se volvió común, pues la población la consideraba una muestra de respeto a otras personas para evitar contagiarlas. La mascarilla se sigue usando en Asia de forma generalizada.
Mientras que en América y Europa se utilizó durante unos meses, pero se dejó de utilizar poco después.

### Uso de mascarillas durante la pandemia de COVID-19
Durante la pandemia de COVID-19 que comenzó en 2019 y finalizó en 2023, se recomendó el uso de mascarilla para evitar propagar el virus y evitar resultar contagiado. Ante esta situación surgieron propuestas individuales, empresariales y estatales para la confección de las denominadas como mascarillas higiénicas, que sin cumplir las normas exigidas para las mascarillas quirúrgicas y de protección (mascarillas quirúrgicas, mascarilla N95, FFP2 y FFP3) podían cumplir una función higiénica y evitar tanto contagiar y como ser contagiado.
Los Centros para el Control y Prevención de Enfermedades de los Estados Unidos publicaron un patrón de mascarillas caseras sin costuras usando un pañuelo y un filtro de café, así como un video sobre cómo hacer mascarillas con bandas de goma y telas dobladas que se encuentran en casa. Los científicos de todo el país se han encargado de identificar los materiales cotidianos que hacen un mejor trabajo al filtrar partículas microscópicas. En pruebas recientes, los filtros de horno HEPA obtuvieron buenos resultados, al igual que las bolsas de aspiradora, las capas de fundas de almohada de 600 unidades y la tela similar al pijama de franela. Los filtros de café apilados tuvieron puntajes medios. Las bufandas y el material de pañuelos tuvieron los puntajes más bajos, pero aun así capturaron un pequeño porcentaje de partículas.
Si no tiene ninguno de los materiales que se probaron, una simple prueba de luz puede ayudarlo a decidir si un tejido es un buen candidato para una máscara.
En España, Chile y otros países han surgido iniciativas conjuntas ciudadanas, privadas y públicas para la confección y homologación de mascarillas higiénicas que puedan cumplir la función de protección frente al SARS-CoV-2.